# Sportwagenrennen Vigevano 1947

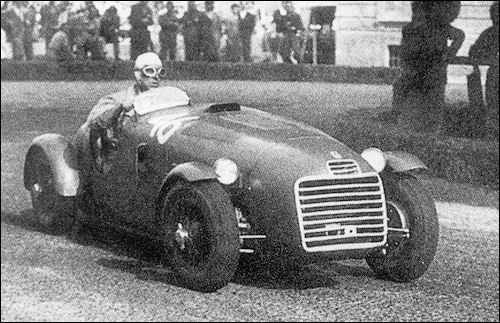
Rennsieger Franco Cortese feierte in Vigevano mit dem 125 Spyder den dritten Sieg in Folge für die Scuderia Ferrari

Das Sportwagenrennen Vigevano 1947, auch Circuito de Vigevano, fand am 15. Juni auf einem Rundkurs in Vigevano statt und zählte zur italienischen Sportwagen-Meisterschaft dieses Jahres.

## Das Rennen
Drei Wochen nach dem ersten Sieg für den Rennwagenhersteller Ferrari beim Großen Preis von Rom 1947 und zwei Wochen nach dem Erfolg beim Sportwagenrennen in Vercelli triumphierte Franco Cortese mit dem Ferrari 125 Spyder auch auf dem Circuito di Vigevano, einem Straßenkurs durch den Innenstadt der Pavianischen Stadt.
Nach einer Fahrzeit von knapp mehr als einer Stunde hatte Cortese im Ziel einen Vorsprung von einer bzw. zwei Runden auf die Stanguellini-Piloten Vincenzo Auricchio und Guido Scagliarini, die die Ränge 2 und 3 im Gesamtklassement belegten.

## Ergebnisse

### Schlussklassement
| 1           | S 1.5 | 46 | Scuderia Ferrari   | Franco Cortese      | Ferrari 125 Spyder             | 50 |
| 2           | S 1.1 |    | Vincenzo Auricchio | Vincenzo Auricchio  | Stanguellini S1100             | 49 |
| 3           |       |    |                    | Guido Scagliarini   | Stanguellini SN1100            | 48 |
| 4           |       |    |                    | Francesco Nissotti  | Stanguellini S1100             | 47 |
| 5           |       |    |                    | Siro Sbraci         | Fiat 1100                      | 47 |
| 6           |       |    |                    | Virginio Verzolato  | Fiat 1100                      | 43 |
| Ausgefallen |       |    |                    |                     |                                |    |
| 7           |       |    |                    | Enrico Beltracchini | Auto Avio Costruzioni Tipo 815 |    |
| 8           |       |    | Guido Barbieri     | Guido Barbieri      | Maserati A6 Sport              |    |
| 9           |       |    |                    | Piero Carini        | Fiat 1100                      |    |
| 10          |       |    |                    | Felice Bonetto      | Fiat 1100                      |    |
| 11          |       |    |                    | Gino Torelli        | Fiat 1100                      |    |
| 12          |       |    |                    | Giovanni Bracco     | Maserati                       |    |

### Nur in der Meldeliste
Zu diesem Rennen sind keine weiteren Meldungen bekannt.

### Klassensieger
| Klasse | Fahrer             | Fahrzeug           | Platzierung im Gesamtklassement |
| ------ | ------------------ | ------------------ | ------------------------------- |
| S 1.5  | Franco Cortese     | Ferrari 125 Spyder | Gesamtsieg                      |
| S 1.1  | Vincenzo Auricchio | Stanguellini S1100 | Rang 2                          |

### Renndaten
- Gemeldet: 12
- Gestartet: 12
- Gewertet: 6
- Rennklassen: 2
- Zuschauer: unbekannt
- Wetter am Renntag: unbekannt
- Streckenlänge: 1,800 km
- Fahrzeit des Siegerteams: 1:08:25,000 Stunden
- Gesamtrunden des Siegerteams: 58
- Gesamtdistanz des Siegerteams: 90,000 km
- Siegerschnitt: 78,928 km/h
- Schnellste Trainingszeit: Gino Torelli – Fiat 1100
- Schnellste Rennrunde: Giovanni Bracco – Maserati – 1:19,600 = 81,406 km/h
- Rennserie: 13. Lauf der Italienischen Sportwagen-Meisterschaft 1947